# スティーブン・シェイファー
スティーブン・シェイファー（Steven Shafer）はアメリカ合衆国の医学者、スタンフォード大学麻酔科教授。アメリカの麻酔科学術誌"Anesthesia & Analgesia"の編集長も歴任（2006～2016年）。専門は静脈麻酔薬の臨床薬理学。
麻酔科学、特に標的制御注入(TCI)の分野において多大な貢献を果たし、2011年、国際麻酔薬理学会から生涯功労賞を授与された。
著書、論文は2023年現在で550を越え、ソフトウェア開発も活発に行っている。

## 来歴
プリンストン大学卒業後にスタンフォード大学で医師資格(M.D.)を取得し、ペンシルバニア大学で麻酔科の研修を修了した。ペンシルバニア大学は、多数の高名な麻酔科医を輩出している(アメリカ人ではクロウフォード・ロング、日本人麻酔科医では宮坂勝之など)。
2007年にはスタンフォードを離れ、麻酔科の教授としてコロンビア大学医学部に赴任した。2012年に麻酔科教授としてスタンフォード大学に復帰した。さらに、カリフォルニア大学サンフランシスコ校の生体工学・治療科学の非常勤准教授でもある。
ファーマコフォア（後にシグネチャー・セラピューティクスに社名変更 )の共同設立者であり、ファーサイト社(医療機器メーカー)やソフトウェア開発会社2社などで役員を務めた。
マイケル・ジャクソン過失致死事件の裁判に鑑定人として出廷したこともある。